# Dziewiczy Żleb

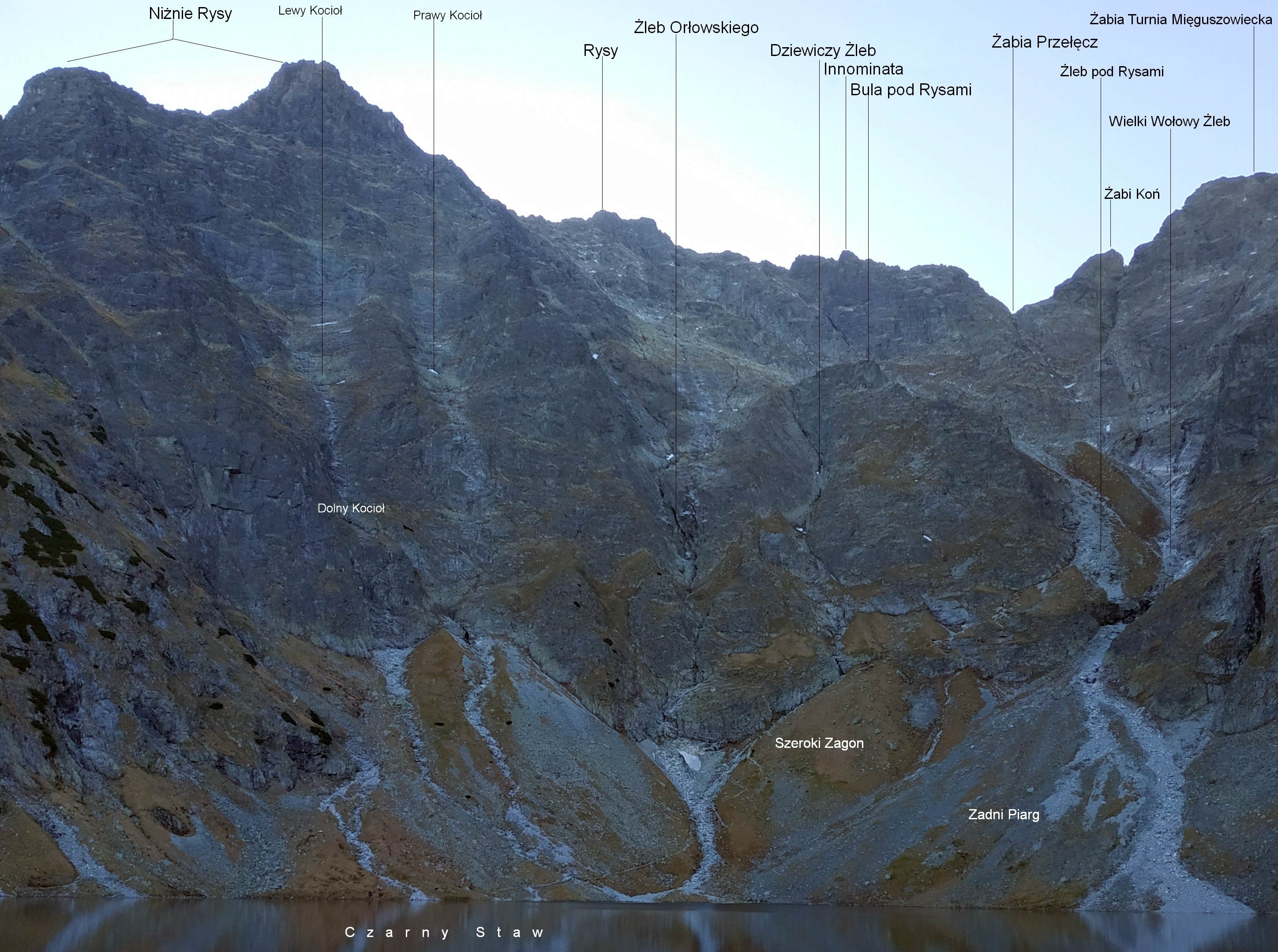
Dziewiczy Zleb wśród opisanych obiektów

Dziewiczy Żleb – żleb opadający z Buli pod Rysami do Czarnostawiańskiego Kotła w Tatrach Polskich.
Żleb ma zmienne nachylenie, kształt litery S, różnicę wzniesień około 240 m i jest głęboko wcięty. Dołem podcięty jest skalnym progiem o wysokości około 30 m. Środkowa część jest zasypana piargami lub śniegiem. Można stąd łatwo przetrawersować do środkowej części ściany Buli. Górna część żlebu ma postać miejscami pionowego zacięcia (kruszyzna). Nazwa żlebu pochodzi od tego, że gdy nadawano mu nazwę był dziewiczy, tzn. nie zdobyty przez taterników. Później przeszli na nim drogi wspinaczkowe A. Skłodowski i Asceta, ale nazwa żlebu pozostała aktualna. Do 2001 r. najwyższa część żlebu nadal jest dziewicza. Władysław Cywiński pisał: Żleby – w przeciwieństwie do kobiet – mogą pozostawać częściowo dziewicze.
Dziewiczy Żleb wraz ze Żlebem Orłowskiego stanowi główną drogę, którą do Czarnego Stawu spływają wody z Kotła pod Rysami. Spływają one tymi żlebami między ścianami Niżnich Rysów i wielkimi płytamii Buli pod Rysami. Łatwo to można zaobserwować zwłaszcza po większych, burzowych opadach. Obydwa żleby mają wspólne ujście do piarżystego kociołka pod Bulą, skąd jednym już, wielkim piarżystym korytem wody uchodzą do Czarnego Stawu. Koryto tego żlebu przecina znakowany szlak turystyczny na Rysy.
Dziewiczym Żlebem prowadzi droga wspinaczkowa omijająca jego górny próg. Ma trudność II w skali tatrzańskiej, na dolnym progu A2. Czas pierwszego przejścia 9 godz.